# 甘始
甘始（?—?），太原人，一说甘陵（今河北省清河县东南）人。东汉方士。
甘始与东郭延年、封君达三人，都是方士。传说曾从韩雅学道，能行容成与妇人交合之术，史称还能饮小便、自倒悬等。爱惜精气，不极目而望、大生说话。好道术，不饮食，治病不用针灸汤药。甘始、元放、东郭延年都被曹操所收纳，问他们的道术按他们的去做。封君达号“青牛师”。自称活了百余岁及二百岁，后入王屋山，不知所终。
甘始年老而容貌年轻，曹植私下问他原因，他说自己的老师姓韩字世雄。他们曾经在一起造金子，把数万金子都扔到南海中。又曾取来一对鲤鱼，给其中一尾口中含上药，然后一齐放进沸水中。含药的鱼游动得自由自在。